# Études imbriquées dans un essai clinique
Les études imbriquées dans un essai clinique (de l'anglais Studies Within A Trial, SWAT) sont des recherches mettant à profit le fait qu'une étude contrôlée randomisée (alors appelée étude hôte [host trial]) sera réalisée pour évaluer via celle-ci des manières alternatives de réaliser certains processus (par exemple la manière de recruter les participants ou les stratégies employées pour que les participants contribuent régulièrement à l'étude) ,,. 
Lorsqu'une étude est imbriquée dans une revue systématique on parle alors d'un SWAR (Study Within A Review). 

## Caractéristiques clés
- Un SWAT est rattaché à une ou plusieurs études hôtes [1]
- Un SWAT vise à améliorer le déroulement de futurs études contrôlées randomisées [1]
- Dans l'idéal les SWATs visent à affecter le moins possible les études hôtes (moindre coûts supplémentaires, moindres risques supplémentaires, etc.) [1]
- La puissance statistique cible est rarement calculée dans un SWAT car la taille de son échantillon dépend de l'étude hôte [5]. Au vu de cette limitation de nombreux SWATs sont conçus de manière à être répétés et leurs résultats combinés statistiquement dans une méta-analyse[1].

## Exemples
Les chercheurs de l'équipe de recherche A s'intéressent aux différentes manières de recruter les participants dans un essai contrôlé randomisé. Ils décident donc de comparer deux stratégies pour recruter les participants :
- Stratégie 1 : Envoyer une lettre d'invitation
- Stratégie 2 : Envoyer une lettre d'invitation avec un stylo inclus à l'intérieur [5]

Les chercheurs de l'équipe A prennent alors contact avec une autre équipe de recherche (l'équipe B) sur le point de réaliser un essai contrôlé randomisé et leur proposent de joindre/rattacher leur étude évaluant les stratégies de recrutement à leur essai. Lors de la phase de recrutement de l'essai contrôlé randomisé hôte, la moitié des personnes invitées reçoivent de manière aléatoire soit une lettre d'invitation, soit une lettre d'invitation incluant un stylo. A la fin de la phase de recrutement de l'étude hôte les chercheurs de l'équipe A comparent le nombre de participants recrutés avec la stratégie 1 (enveloppes) et la stratégie 2 (enveloppes + stylo) et les coûts engendrés par chaque stratégie.

## Usages
Les SWATs sont notamment utilisés pour :
- Identifier les manières les moins coûteuses de réaliser des processus dans une étude randomisée
- Identifier les meilleures stratégies pour recruter les participants dans l'étude[1]
- Identifier les meilleures stratégies pour que les participants à l'étude remplissent régulièrement les questionnaires[1]
- Identifier les meilleures stratégies pour que les participants restent dans l'étude jusqu'à sa fin[1]

Certains auteurs notent qu'au vu du coût souvent faible des SWATs ceux-ci représentent de possibles travaux de Master / Doctorat .

## Difficultés, challenges, problèmes
Les chercheurs réalisant l'étude hôte voient le SWAT comme une source de risque ,
Les chercheurs réalisant l'étude hôte voient le SWAT comme la source d'efforts supplémentaires / dépenses supplémentaires 
Les comités éthiques ont du mal à savoir comment évaluer le protocole du SWAT et préfèrent refuser qu'il soit réalisé 
De nombreux SWATs sont décrits avec insuffisamment de détails dans les publications scientifiques qui en découlent 

## Extension CONSORT pour les études imbriquées
L'énoncé CONSORT offre une liste non exhaustive d'éléments clés jugés importants à décrire dans les rapports des études contrôlées randomisées. Une extension de CONSORT pour les SWATs a été développée en 2015 . Celle-ci note par exemple l'importance que les chercheurs explicitent quelle était l'étude hôte et quelles stratégies/processus ont été comparés .